# Vaida Raugelė
Vaida Raugelė (* 26. Januar 1979 in Klaipėda) ist eine litauische liberale Politikerin und seit 2023 Vizebürgermeisterin der Stadtgemeinde Klaipėda.

## Leben
Nach dem Abitur  an der  Mittelschule Klaipėda  absolvierte sie 2005 das Studium der Pädagogik an der Universität Šiauliai in Šiauliai und wurde Lehrerin. Von 2014 	2021 war sie Regionalleiterin von UAB Mano būstas. Seit 2015 ist sie Mitglied im Rat der Stadtgemeinde Klaipėda.
Seit 2023 ist sie Stellvertreterin  von Arvydas Vaitkus, des Bürgermeisters von Klaipėda. 
Sie ist Mitglied der Wählergruppe Politinis komitetas Ištikimi Klaipėdai.
Sie ist verheiratet.